# ادلف تئودور کوپفر
 ادلف تئودور کوپفر (آلمانی: Adolph Theodor Kupffer؛ زاده ۱۷ ژانویهٔ ۱۷۹۹ – درگذشته ۴ ژوئن ۱۸۶۵) یک فیزیک‌دان اهل آلمان بود.